# Klávesa Delete

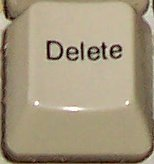
Klávesa DELETE z běžné klávesnice

Klávesa Delete (anglicky odstranit) se nachází na počítačové klávesnici v oblasti systémových kláves. Značí se zkratkou Del. Slouží k vymazání znaku na pozici kurzoru během psaní, na rozdíl od klávesy Backspace, která maže znak na pozici před kurzorem.
Klávesa je také využívána v tzv. trojhmatu Ctrl+Alt+Del v operačních systémech DOS a Windows.
Klávesa Delete je na některých noteboocích použita ke vstupu do BIOSu.
Jako klávesa Delete může sloužit i znak . na numerické klávesnici.
Unicode má pro klávesu Delete speciální znak ⌦ (U+2326).